# Bromberger Tageblatt
Das Bromberger Tageblatt war eine deutschsprachige Tageszeitung, die von 1876 bis 1944 in Bromberg (poln. Bydgoszcz) im Königreich Preußen und später in der Zweiten Polnischen Republik erschienen ist. Eine land- und hauswirtschaftliche Beilage war von 1901 bis 1939 Der Ostmärker.